# 福圖納 (密蘇里州)
福圖納（英語：Fortuna）是位於美國密蘇里州莫尼托縣的普查規定居民點。

## 歷史
福圖納的郵局自1882年營運至今。

## 人口
根據2020年美國人口普查的數據，福圖納的面積為0.51平方千米，皆為陸地。當地共有人口130人，而人口密度為每平方千米254.9人。